# Hemioplisis abrasata
Hemioplisis abrasata là một loài bướm đêm trong họ Geometridae.